# La vita comincia a quarant'anni (serie televisiva)
La vita comincia a quarant'anni (Life Begins at Forty) è una serie televisiva britannica in 14 episodi trasmessi per la prima volta nel corso di 2 stagioni dal 1978 al 1980.
È una sitcom incentrata sulle vicende di una coppia, sposata da 17 anni, formata da Chris e Katy Bunting che scoprono di aspettare una bambina.

## Episodi
| Stagione         | Episodi | Prima TV UK |
| ---------------- | ------- | ----------- |
| Prima stagione   | 7       | 1978        |
| Seconda stagione | 7       | 1980        |

## Personaggi e interpreti
- Chris Bunting (14 episodi, 1978-1980), interpretato da	Derek Nimmo.
- Katy Bunting (14 episodi, 1978-1980), interpretata da	Rosemary Leach.
- Gerry Simpson (13 episodi, 1978-1980), interpretato da	Michael Graham Cox.
- Mrs. Bunting (9 episodi, 1978-1980), interpretata da	Fanny Rowe.
- Jill Simpson (6 episodi, 1978), interpretata da	Rosemary Martin.
- Jill Simpson (6 episodi, 1980), interpretato da	Anna Dawson.
- Priscilla (6 episodi, 1980), interpretata da	Angela Piper.
- Horace (5 episodi, 1980), interpretato da	Gordon Rollings.
- Sir James Cameron Bangore (2 episodi, 1978), interpretato da	Geoffrey Sumner.

## Produzione
La serie fu prodotta da Yorkshire Television, Graeme Muir il produttore.

## Distribuzione
La serie fu trasmessa nel Regno Unito dal 13 giugno 1978 al 21 marzo 1980 sulla rete televisiva Independent Television. In Italia è stata trasmessa con il titolo La vita comincia a quarant'anni.